# Közép-dunántúli Pirostúra
A Közép-dunántúli Pirostúra (röviden KDP) egy túraútvonal és a hozzá kapcsolódó jelvényszerző mozgalom. Az útjelzések karbantartását a Természetbarát Szövetség Fejér megyei, Komárom-Esztergom megyei, Veszprém megyei, illetve Észak-dunántúli területi szervezete végzi.

## Útvonala
A túra célja a Közép-dunántúli régió, a Bakony, a Vértes és a Gerecse egyes nevezetességeinek felkeresése. A végig piros sávval jelölt, 269,3 km hosszúságú túraútvonal a Veszprém vármegyei Zircről a Komárom-Esztergom vármegyei Piszke vasúti megállóhelyig tart.
Az útvonal Veszprém vármegyei szakaszán 2018-ban katonai területek és elkerítések elkerülése végett nagyobb útvonal-változtatások történtek.
Az útvonal szakaszai:
| Sorszám | Végpontok | Táv     |
| ------- | --- | ------- |
| 1.      | Zirc - Cuha-völgy - Porva-Csesznek vasútállomás                                                                         | 8,2 km  |
| 2.      | Porva-Csesznek vasútállomás - Cuha-völgy - Kőpince-barlang - Kőpince-forrás - Vinye                                     | 6,0 km  |
| 3.      | Vinye - Fenyőfő - Hálóvető-árok - Dancs-árok - Csárda-tető - Kőris-hegy                                                 | 11,9 km |
| 4.      | Kőris-hegy - Boroszlán tanösvény - Odvas-kői-barlang - Cser-börc - Gerence-völgy                                        | 6,8 km  |
| 5.      | Gerence-völgy - Pintér-árok - Töredezett-árok - Pápavár-alja                                                            | 11,8 km |
| 6.      | Pápavár-alja - Felső-Hajag - Augusztin-tanya                                                                            | 9,8 km  |
| 7.      | Augusztin-tanya - Közép-Hajag - Hárskút                                                                                 | 6,9 km  |
| 8.      | Hárskút - Gyertyánkút - Borzás-hegy - Papod - Mohos-kő - Eplény vasútállomás                                            | 13 km   |
| 9.      | Eplény - Álmos-hegyi-tanösvény - Malom-völgy - Köves-kút - Alsópere                                                     | 7,3 km  |
| 10.     | Alsópere - Szúnyog-völgy - Öreg-Futóné                                                                                  | 4,9 km  |
| 11.     | Öreg-Futóné - Kis-Futóné - Kális-tó - Bátorkő - Gazsi-lik - Vár-völgy - Várpalota                                       | 11,7 km |
| 12.     | Várpalota - Inotai víztározó - Inota - Hideg-völgy - Baglyas-hegy                                                       | 10,2 km |
| 13.     | Baglyas-hegy - Csór - Piramita-hegy - Iszkaszentgyörgy - Amadé–Bajzáth–Pappenheim-kastély                               | 11,3 km |
| 14.     | Iszkaszentgyörgy - Kő-hegy - Szeg-hegy - Vontató-hegy - Fehérvárcsurgói-víztároló                                       | 8,0 km  |
| 15.     | Fehérvárcsurgói-víztároló - Gúttamási - Isztimér                                                                        | 7,0 km  |
| 16.     | Isztimér - Burok-völgy - Bükkös-árok - Hárs-hegy - Hamuház                                                              | 15,1 km |
| 17.     | Hamuház - Dorró-hegy - Szalmavár - Kisgyóni Természetbarát Telep                                                        | 4,7 km  |
| 18.     | Kisgyóni Természetbarát Telep - Honvéd–Szondi-kulcsosház - Balinka, Mecsértelep                                         | 5,1 km  |
| 19.     | Mecsértelep - Velegi-vízfolyás - Feneketlen-tó - Hancsákos-hegy - Mór, Lamberg-kastély                                  | 11,8 km |
| 20.     | Mór - Szent Vendel-kápolna - Lipa-kúti-völgy - Vályus-kút - Pusztavám, Budalakk gyár                                    | 6,9 km  |
| 21.     | Pusztavám Ipartelep - Cica-homok - Tekert Iharfa-tisztás - Oroszlány vasútállomás                                       | 13,7 km |
| 22.     | Oroszlány - Evangélikus templom - Majkpuszta - Vértessomló                                                              | 6,8 km  |
| 23.     | Vértessomló - Szép Ilonka-forrás - Kis-szállás-hegy - Vinya-Bükki-völgy - Szár, pincesor - Szár                         | 15,7 km |
| 24.     | Szár - Zuppa-tető - Nagyegyháza - Óbarok                                                                                | 11,5 km |
| 25.     | Óbarok - Dobogó - románkori templomrom - Csabdi                                                                         | 5,1 km  |
| 26.     | Csabdi - Vasztély D - Tükröspuszta - Somlyóvár, kulcsosház                                                              | 10,2 km |
| 27.     | Somlyóvár, kulcsosház - Csurgó-hegy - Tarján                                                                            | 7,3 km  |
| 28.     | Tarján - Szent László-patak - Kiss-tanya - Sili-tanya - Héreg - Tájház - Héreg autóbusz-állomás                         | 4,6 km  |
| 29.     | Héreg - Erdészház - Király-kút - Kis-Király-kút - Kajmát-tető - Cigány-bükk - Vízválasztó - Pusztamarót                 | 6,5 km  |
| 30.     | Pusztamarót - Maróti-hegy - Domoszlói-tető - Nyagda-tető - Öreg-hegy - Lábatlan, Március 15-e tér - Piszke vasútállomás | 9,5 km  |

## További információ
- Útvonaltérkép. (Hozzáférés: 2019. február 1.)
- Turistautak | Közép-dunántúli Piros Túra (Zirc - Mór - Lábatlan (Piszke)). turistautak.openstreetmap.hu. (Hozzáférés: 2019. február 1.)